# Shepseskaf
Shepseskaf fue faraón de Egipto, considerado el penúltimo faraón de la dinastía IV de Egipto, gobernó de c. 2511 a 2503 a. C. (von Beckerath).
Posible hijo de Menkaura (Micerino), reinó pocos años, siete si fuera el rey Seberkeres citado por Manetón, o cuatro, según un fragmento del Canon de Turín. En todo caso, legalizó su derecho al trono casándose con una hija de Menkaura, Jentkaus I. 

## Biografía
Poco se sabe sobre su reinado, destacando el abandono de los símbolos funerarios solares, utilizados durante los reinados anteriores, así como de la pirámide, característica esencial de los faraones de la IV dinastía. Así, Shepseskaf se hizo construir, como edificio funerario, una gran mastaba, al sur de Saqqara. Esta ruptura con las tradiciones funerarias de sus predecesores hace sospechar que Shepseskaf mantuvo algún tipo de disputa con el clero dominante, cuyo centro espiritual estaba en la ciudad de Heliópolis, al separarse de él y decantarse por el culto a Ptah.
Shepseskaf continuó con las obras de su antecesor, terminando el complejo de la pirámide de Micerino, que dedicó a su padre, como muestra una inscripción encontrada allí, razón por la cual se cree que Shepseskaf era hijo de Micerino.
El reinado de este faraón, a tenor de las pruebas encontradas, parece haber terminado de forma convulsa, dando así fin a la época de más esplendor del Imperio Antiguo. Este faraón sería considerado maldito por los egipcios de épocas posteriores.
Su sucesor pudo ser Dyedefptah, el Tamftis citado por Manetón, o bien Userkaf, el primer rey de la quinta dinastía.

## Su tumba

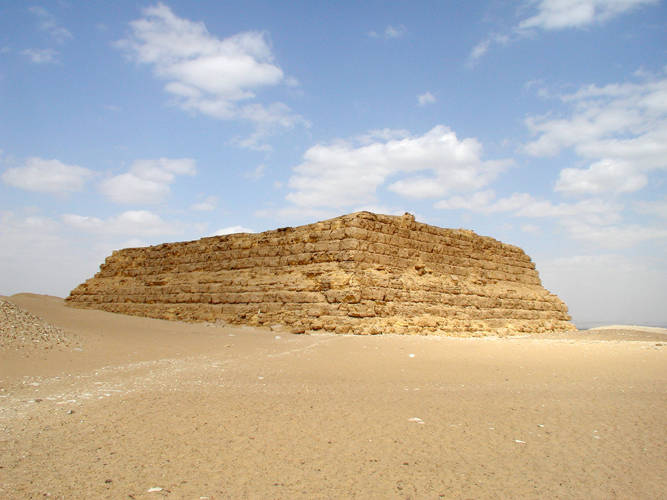
Mastaba de Shepseskaf, en Saqqara sur.

Shepseskaf no construyó una pirámide en la necrópolis de Guiza, como sus predecesores, sino que mandó erigir una gran mastaba en Saqqara. Es posible que la causa fuese las diferencias con los sacerdotes de Heliópolis.
Llamada "Mastaba el-Faraun" está construida en piedra y revestida con caliza de Tura. Mide 18 m de alto y tiene planta rectangular de 99,50 x 73,30 m, pero con su revestimiento pétreo medía 105 x 78 m. Aunque es una mastaba, tiene grabado el título Pirámide purificada de Shepseskaf.

## Testimonios de su época
- Su gran mastaba, en Saqqara sur (Jéquier)
- Decreto del rey, referente a la ciudad de la pirámide de Menkaura (Sethe)[2]

Mencionado en:
- La biografía de Nikaanj en su tumba, en Tehne (Sethe)
- La biografía de Ptahshepses, en su puerta falsa (Museo Británico de Londres) (Sethe)
- La tumba de Sejemkara, en Guiza (Sethe)
- La tumba de Nisutpunecher, en Guiza (Sethe)

## Titulatura
| Titulatura | Jeroglífico | Transliteración (transcripción) - traducción - (referencias) |

| G5 |

| G5 |

| A50 | F32 |

| A50 | F32 |

| A50 | F32 |

| A50 | F32 |

| G5 |

| G5 |

| A50 | F32 |

| A50 | F32 |

| A50 | F32 |

| A50 | F32 |

| G16 |

| G16 |

| A50 |

| A50 |

| G16 |

| G16 |

| A50 |

| A50 |

| G8 |

| G8 |

|  |

| G8 |

| G8 |

|  |

| A51 | O34 · O34 | D28 · f |

| A51 | O34 · O34 | D28 · f |

| A51 | O34 · O34 | D28 · f |

| A51 | O34 · O34 | D28 · f |

| A51 | O34 · O34 | D28 · f |

| A51 | O34 · O34 | D28 · f |

| A51 | O34 · O34 | D28 · f |

| A51 | O34 · O34 | D28 · f |

| A51 | O34 · O34 | D28 · f |

| A51 | O34 · O34 | D28 · f |

| A51 | O34 · O34 | D28 · f |

| A51 | O34 · O34 | D28 · f |

| A51 | O34 · O34 | D28 · f |

| A51 | O34 · O34 | D28 · f |

| A51 | O34 · O34 | D28 · f |

| A51 | O34 · O34 | D28 · f |